# Kirkop
Kirkop es un consejo local y una pequeña villa al sur de Malta.
Tiene un área de 1,1 km² y una población de 2.260 habitantes. Es la sede de la planta de STMicroelectronics, cuya producción representa el 60% de las exportaciones del país.
La iglesia de la parroquia está dedicada a San Leonardo.
- Datos: Q597464
- Multimedia: Kirkop / Q597464